# Gynostemma yixingense
Gynostemma yixingense är en gurkväxtart som först beskrevs av Chao Pin Wang och Q.Z. Xie, och fick sitt nu gällande namn av Cheng Yih Wu och S.K. Chen. Gynostemma yixingense ingår i släktet Gynostemma och familjen gurkväxter. Utöver nominatformen finns också underarten G. y. trichocarpum.